# Hiroyuki Takasaki
Hiroyuki Takasaki (高崎 寛之 Takasaki Hiroyuki?, nacido el 17 de marzo de 1986 en Yachiyo, Ibaraki) es un futbolista japonés que juega como delantero en el Antelope Shiojiri.

## Trayectoria

### Clubes
| Club                            | País    | Año       |
| ------------------------------- | ------- | --------- |
| Urawa Reds                      | Japón   | 2008-2011 |
| Mito HollyHock (cedido)         | Japón   | 2009      |
| Ventforet Kofu                  | Japón   | 2012      |
| Tokushima Vortis                | Japón   | 2013-2014 |
| Kashima Antlers                 | Japón   | 2015-2016 |
| Montedio Yamagata (cedido)      | Japón   | 2015      |
| Matsumoto Yamaga F. C. (cedido) | Japón   | 2016      |
| Matsumoto Yamaga F. C.          | Japón   | 2017-2019 |
| FC Gifu                         | Japón   | 2020      |
| Saigon F. C.                    | Vietnam | 2021      |
| Ventforet Kofu                  | Japón   | 2021      |
| Antelope Shiojiri               | Japón   | 2022-     |